# Đại học Ngoại ngữ Hàn Quốc
Đại học Ngoại ngữ Hàn Quốc (tiếng Hàn: 한국외국어대학교, phiên âm: Han-guk Oegugeo Daehakgyo, Hanja: 韓國外國語大學校; Hán-Việt: Hàn Quốc ngoại quốc ngữ đại học hiệu) là một trường đại học chuyên về ngoại ngữ và nghiên cứu nước ngoài có các cơ sở được đặt ở Seoul và Yongin, Hàn Quốc.

## Lịch sử
Trường Đại học Ngoại ngữ Hàn Quốc được thành lập vào tháng 4 năm 1954 với khởi đầu là một trường cao đẳng nghiên cứu ngoại ngữ với những sinh viên đầu tiên nghiên cứu tiếng Anh, tiếng Pháp, tiếng Hoa, tiếng Đức và tiếng Nga. Suốt thập niên 1960 và 1970, trường mở rộng chương trình và trở thành trường đại học năm 1980. Năm 1981, trường mở khu trường sở thứ hai tại Yongin gần Seoul. Sinh viên ở cơ sở này có thể nghiên cứu các ngôn ngữ Đông Âu như: tiếng Ba Lan, tiếng România, tiếng Séc, tiếng Slovakia, tiếng Serbi, tiếng Croatia, tiếng Nga, tiếng Bulgaria cũng như các môn học khác ở khu trường sở tại Seoul. Trường đã tiếp tục mở thêm các khoa, ngành học và các viện nghiên cứu. Hiện trường đang có 50 khoa bao gồm: Khoa học xã hội, Nhân văn và Nghiên cứu Á-Phi,...
Kể từ năm 2004, Trường đại học Cyber có cơ sở tại Đại học Ngoại ngữ Hàn Quốc đã cung cấp các khóa học trực tuyến bằng tiếng Anh, tiếng Nhật và tiếng Hoa cũng như quản trị kinh doanh, báo chí và truyền thông đại chúng.

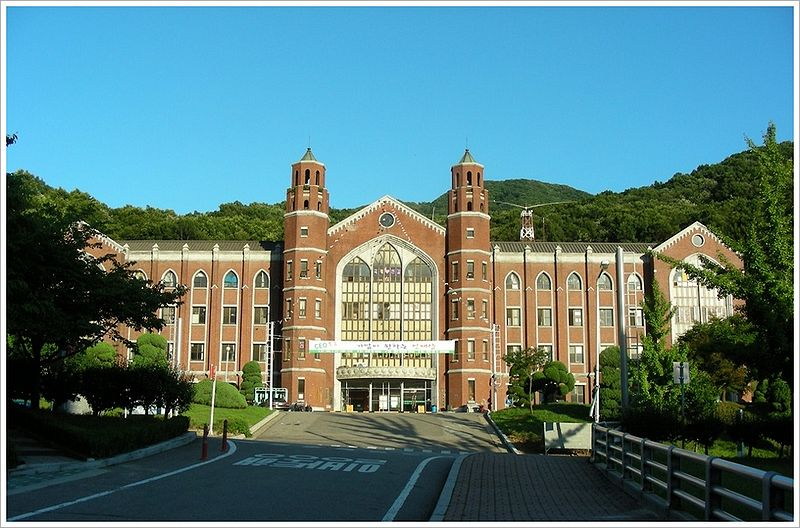
Khuôn viên trường Yongin

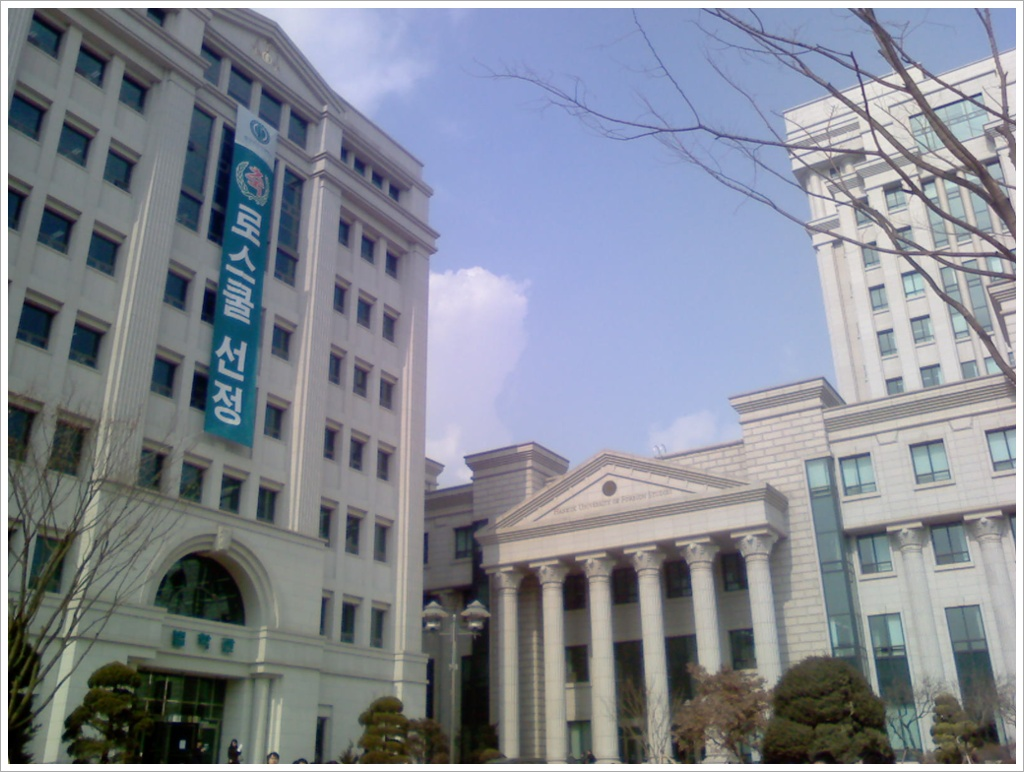
Khuôn viên trường Seoul

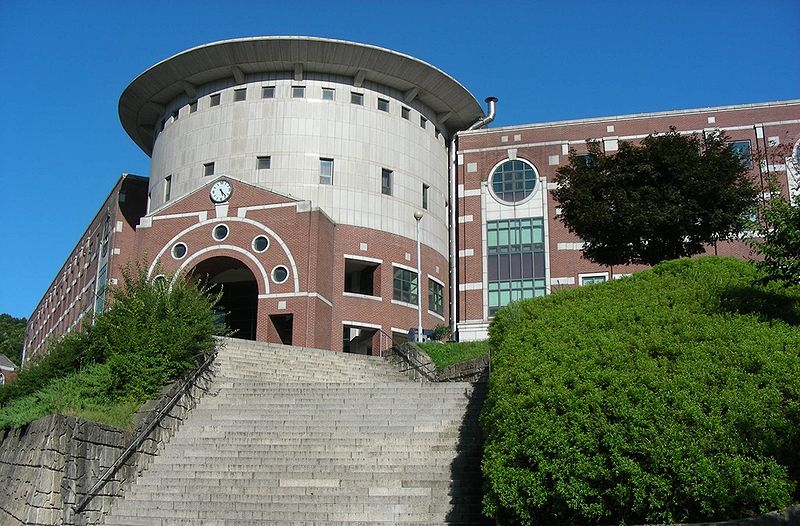
Thư viện, khuôn viên trường Yongin

## Các học viện thuộc trường và các chương trình
- Học viện tiếng Anh
- Học viện Ngôn ngữ phương Tây
- Học viện Ngôn ngữ phương Đông
- Học viện Khoa học xã hội
- Học viện luật
- Học viện Kinh doanh và Kinh tế
- Học viện Giáo dục
- Học viện Nghiên cứu Tây Âu và Mỹ
- Học viện Nghiên cứu Đông và Trung Âu
- Học viện Nghiên cứu châu Á và châu Phi
- Học viện Nhân văn
- Học viên Khoa học tự nhiên
- Học viện Thông tin và Kỹ thuật công nghiệp
- Ban nghiên cứu quốc tế